# Zygmunt Waryłkiewicz
Zygmunt Waryłkiewicz (zm. 5 listopada 1863 w Koninie) – polski student Uniwersytetu Petersburskiego, uczestnik powstania styczniowego.

## Życiorys
W 1861 roku wyjechał do Paryża, gdzie był sekretarzem Towarzystwa Naukowego Młodzieży Polskiej. Po wybuchu powstania powrócił do kraju, mianowany organizatorem województwa mazowieckiego. Ujęty przez władze rosyjskie, po kilkudniowym więzieniu został rozstrzelany 5 listopada 1863 roku z wyroku wojennego sądu polowego.

## Upamiętnienie
22 stycznia 2021 roku w Koninie na ponad 3,5 tonowym głazie pochodzącym z odkrywki PAK SA KWB Konin „Tomisławice” odsłonięto tablicę pamiątkową poświęconą Zygmuntowi Waryłkiewiczowi. Głaz pamiątkowy stoi obok podobnego głazu z tablicą upamiętniającą miejsce egzekucji o. Maksymilana Tarejwo. 